# Warsaw Shore (temporada 2)
La segunda temporada de Warsaw Shore, un programa de televisión polaco con sede en Varsovia, comenzó a transmitirse el 20 de abril de 2014 en MTV Polonia. Concluyó el 13 de julio de 2014 después de 13 episodios. Se confirmó el 10 de febrero de 2014. Esta fue la primera temporada en presentar a los nuevos miembros del reparto Jakub Henke, Alan Kwieciński y Alicja Herodzińska. Paweł Trybała y Eliza Wesołowska anunciaron su salida después de la primera noche debido al embarazo de Eliza. Alicja abandonó el programa para estar con su novio, en su lugar llegó Malwina Pycka. 

## Reparto
Principal:
- Alan Kwieciński
- Alicja Herodzińska
- Anna "Ania Mała" Aleksandrzak
- Anna "Ania" Ryśnik
- Ewelina Kubiak
- Jakub Henke
- Malwina Pycka
- Paweł Cattaneo
- Wojciech "Wojtek" Gola

Recurrente:
A continuación los miembros del reparto que no fueron acreditados como principales:
- Eliza Wesołowska
- Paweł "Trybson" Trybała

### Duración del reparto
| Nombre    | Episodios | Episodios | Episodios | Episodios | Episodios | Episodios | Episodios | Episodios | Episodios | Episodios | Episodios | Episodios | Episodios |
| Nombre    | 1         | 2         | 3         | 4         | 5         | 6         | 7         | 8         | 9         | 10        | 11        | 12        | 13        |
| Ania      |           |           |           |           |           |           |           |           |           |           |           |           |           |
| Ania Mała |           |           |           |           |           |           |           |           |           |           |           |           |           |
| Eliza     |           |           |           |           |           |           |           |           |           |           |           |           |           |
| Ewelina   |           |           |           |           |           |           |           |           |           |           |           |           |           |
| Jakub     |           |           |           |           |           |           |           |           |           |           |           |           |           |
| Trybson   |           |           |           |           |           |           |           |           |           |           |           |           |           |
| Wojtek    |           |           |           |           |           |           |           |           |           |           |           |           |           |
| Alan      |           |           |           |           |           |           |           |           |           |           |           |           |           |
| Alicja    |           |           |           |           |           |           |           |           |           |           |           |           |           |
| Malwina   |           |           |           |           |           |           |           |           |           |           |           |           |           |
| --------- | --------- | --------- | --------- | --------- | --------- | --------- | --------- | --------- | --------- | --------- | --------- | --------- | --------- |

## Episodios
| N.º (total) | N.º (temp.) | Título        | Estreno             | Audiencia (en millones) |
| ----------- | ----------- | ------------- | ------------------- | ----------------------- |
| 12          | 1           | «Episodio 1»  | 20 de abril de 2014 | 69,130                  |
| 13          | 2           | «Episodio 2»  | 27 de abril de 2014 | 88,906                  |
| 14          | 3           | «Episodio 3»  | 4 de mayo de 2014   | 213,912                 |
| 15          | 4           | «Episodio 4»  | 11 de mayo de 2014  | 205,843                 |
| 16          | 5           | «Episodio 5»  | 18 de mayo de 2014  | N/D                     |
| 17          | 6           | «Episodio 6»  | 25 de mayo de 2014  | N/D                     |
| 18          | 7           | «Episodio 7»  | 1 de junio de 2014  | N/D                     |
| 19          | 8           | «Episodio 8»  | 8 de junio de 2014  | N/D                     |
| 20          | 9           | «Episodio 9»  | 15 de junio de 2014 | 224,777                 |
| 21          | 10          | «Episodio 10» | 22 de junio de 2014 | N/D                     |
| 22          | 11          | «Episodio 11» | 29 de junio de 2014 | N/D                     |
| 23          | 12          | «Episodio 12» | 6 de julio de 2014  | N/D                     |
| 24          | 13          | «Episodio 13» | 13 de julio de 2014 | N/D                     |